# Писаревка (Ямпольский район)
Пи́саревка (укр. Писарівка) — село на Украине, находится в Ямпольском районе Винницкой области. Старое название - Писаревка Волошская.
Код КОАТУУ — 0525683801. Население по переписи 2001 года составляет 1840 человек. Почтовый индекс — 24535. Телефонный код — 4336.
Занимает площадь 5,44 км².

## История
Село Писаревка было основано на месте хутора Хребтулы. Известно с конца XVII века.
В 1983 году здесь были построены кирпичные жилые дома, образовавшие улицу Механизаторов.

## Религия
В селе действует Свято-Параскевинский храм Ямпольского благочиния Могилёв-Подольской епархии Украинской православной церкви.

## Адрес местного совета
24535, Винницкая область, Ямпольский р-н, с. Писаревка, ул. Ленина, 27